# Barry Nelson
Barry Nelson (ur. 16 kwietnia 1917, zm. 7 kwietnia 2007) – amerykański aktor filmowy i telewizyjny.
Pierwszy, historyczny odtwórca roli Jamesa Bonda w telewizyjnej adaptacji powieści Casino Royale z 1954 roku. Był też jedynym amerykańskim odtwórcą roli Jamesa Bonda.

## Wybrana filmografia

### Filmy
- 1941: Johnny Eager jako Lew Rankin
- 1947: The Beginning or the End jako pułkownik Paul Tibbetts Jr.
- 1954: Casino Royale jako James Bond
- 1967: The Borgia Stick jako Hal Carter
- 1980: Lśnienie jako Stuart Ullman

### Seriale
- 1948: The Ford Theatre Hour
- 1950: Pulitzer Prize Playhouse
- 1961: Ben Casey jako dr Joe Garry
- 1977: Statek miłości jako Mac O'Brian
- 1988: Monsters

## Wyróżnienia
- Ma swoją gwiazdę w Hollywoodzkiej Alei Gwiazd.